# Hipótese da lacuna do conhecimento
A hipótese da lacuna do conhecimento ou intervalo do conhecimento (em inglês:  Knowledge gap hypothesis) explica que o conhecimento, assim como outras formas de riqueza, muitas vezes é distribuído de forma desigual por todo um sistema social. Especificamente, a hipótese prevê que "conforme a infusão de informação da mídia de massa aumenta em um sistema social, segmentos de maior nível socioeconômico tendem a adquirir esta informação mais rápido do que os segmentos da população de baixo nível sócio-econômico, de modo que a diferença de conhecimento entre os dois tende a aumentar em vez de diminuir." Phillip J. Tichenor, então professor associado de jornalismo e comunicação de massa, George A. Donohue, professor de sociologia, e Clarice N. Olien, instrutora em sociologia — três pesquisadores da Universidade do Minnesota — propuseram pela primeira vez essa teoria em 1970.